# Альварес де Кастро, Мариано
Мариано Альварес де Кастро (8 сентября 1749 — 21 января 1810) испанский военный деятель, военный губернатор Жироны во время наполеоновского нашествия в Испанию.

## Биография
Альварес де Кастро родился в Гранаде. В 1768 году, в возрасте 19 лет начал службу в испанской армии, учился в Военной Академии в Барселоне (окончил её в 1775 году). Участвовал в осаде Гибралтара в 1783 году, и в 1793 году получил чин полковника. Во время Пиренейской войны (1793—1795) против Франции, принимал участие во многих военных действиях, был ранен, участвовал в захвате Коллюра в 1793 году, получил чин бригадира.
После вступления Жозефа Бонапарта на испанский престол в 1808 году, Альварес де Кастро был начальником гарнизона крепости крепости Монтжуик в Барселоне. 29 Февраля 1808 года французские войска подошли к крепости. Альварес де Кастро был готов защищаться, но получил приказ Главнокомандующего сдать крепость. Альварес де Кастро покинул Барселону и присоединился к испанским патриотам, которые сражались с французами. Его назначили командующим Армии Каталонии и начальником гарнизона Жироны.

### Захват Жироны
6 Мая 1809 года французская армия генерала Сен-Сира в 18 000 человек подошла к Жироне и осадила её. Альварес де Кастро имел только 5600 человек в гарнизоне Жироны. Французы установили 40 пушечных батарей, которые в течение следующих семи месяцев обстреливали город. В августе французы захватили замок Монжуик, главный оборонительный пункт в Барселоне. Алаварес де Кастро построил баррикады внутри города, и битва бушевала ещё четыре месяца. 12 Декабря французы всё же захватили город. По примерным оценкам, около 10 000 защитников города, как солдат, так и гражданских лиц — погибли. Французские потери составили около 15 000 человек, причём причиной более чем половины из них стали болезни.

### Смерть
Несмотря на плохое состояние здоровья Альвареса де Кастро, французы заключили его в тюрьму в Перпиньяне. 9 Января 1809 года Альварес де Кастро был переведён в замок Сан-Фернандо в Фигерасе, и на следующий день был найден там мертвым. По словам французов — умер от лихорадки, по словам испанцев — был отравлен французами. Место захоронения неизвестно.

### Память
В апреле 1809 года Альваресу де Кастро было посмертно было присвоено звание фельдмаршала. В 1815 году в Фигерасе была установлена мемориальная доска в честь Альвареса де Кастро, но в 1823 году французские войска прошедшие через Фигерас, чтобы восстановить на престоле Фердинанда VII, уничтожили эту мемориальную доску.
В 1880 году новый памятник Альваресу де Кастро был установлен в церкви Сан-Феликс в Жироне.